# Ołeh Szeptycki
Ołeh Romanowycz Szeptycki, ukr. Олег Романович Шептицький (ur. 1 września 1986 w Sądowej Wiszni, w obwodzie lwowskim) – ukraiński piłkarz, grający na pozycji napastnika.

## Kariera piłkarska

### Kariera klubowa
Wychowanek klubu Karpaty Lwów, barwy którego bronił w juniorskich mistrzostwach Ukrainy (DJuFL). Karierę piłkarską rozpoczął 6 listopada 2006 w składzie Karpaty-2 Lwów. W 2007 przeszedł do klubu Naftowyk-Ukrnafta Ochtyrka, z którym awansował do Wyszczej lihi i 5 sierpnia 2007 debiutował w najwyższej lidze ukraińskiej. Na początku 2010 powrócił do Lwowa, gdzie został piłkarzem FK Lwów. W 2011 wyjechał do Kazachstanu, gdzie bronił barw Tobyłu Kostanaj. Na początku 2012 powrócił do FK Lwów, ale po jego rozwiązaniu zasilił skład drużyny Arsenał Biała Cerkiew. Od 2013 grał w amatorskim zespole Ruch Winniki.

## Sukcesy i odznaczenia

### Sukcesy klubowe
- mistrz Pierwszej Ligi: 2006/2007